# RPM Nautical Foundation

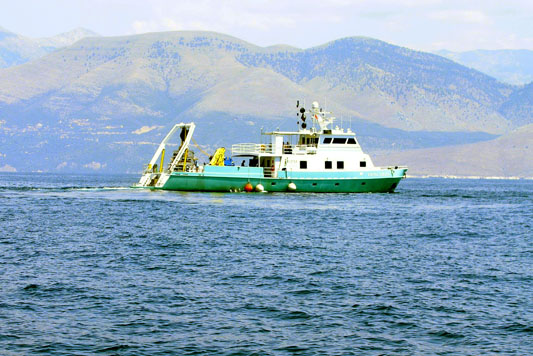
Исследовательское судно Hercules, используемое организацией для проектов в Средиземноморье

RPM Nautical Foundation (RPMNF) — некоммерческая исследовательская и образовательная организация, специализированная на морской археологии, включая прибрежные съёмки и раскопки отдельных затонувших кораблей и гаваней. Создана в 2001 году. Представительства организации в Ки-Уэст и на Мальте.

## История
Фонд был создан в 2001 году его президентом Джорджем Роббом, директором Института морской археологии (англ. Institute of Nautical Archaeology). Первоначально являлся научно-исследовательским институтом Института морской археологии. В 2003 году доктор Джефф Ройал стал археологическим директором, затем в 2011 году стал исполнительным директором, в течение которого внимание фонда сосредоточилось на Средиземноморье. В конце 2010 года RPMNF заключил соглашение и стал участником программы в области морских исследований Университета Восточной Каролины. RPMNF является мировым лидером в области образования и обучения в сфере морской археологии.

## Деятельность
В рамках совместных проектов RPMNF проводит идентификацию, картографирование и запись мест кораблекрушений и затонувших гаваней. Фонд осуществляет проекты в Испании, Албании, Черногории, Хорватии, Марокко, Италии, Тунисе и Турции, а также на Мальте и Кипре. Поскольку все археологические работы проводятся совместно с культурным ведомством принимающей страны, одним из наиболее важных результатов является то, что проекты помогают как в научных исследовательских целях, так и в образовательных. Все восстановленные артефакты остаются собственностью местного правительства. Данные о местоположении и оценке мест кораблекрушений являются полезными для исследования подводных археологических ресурсов. Батиметрические данные также предоставляются гидрографическим отделам принимающей страны для дополнения их программ океанографического картографирования. Исследовательское судно RPMNF Hercules в межсезонье базируется в Валлетте (Мальта) и развёртывается на Средиземном море по проектной основе.